# Амадей I Савойски
Вижте пояснителната страница за други личности с името Амадей Савойски.
Амадей I Савойски, наречен „Опашката“ (на френски: Amédée Ier de Savoie, la Queue, на италиански: Amedeo I di Savoia detto Coda; * ок. 1016, † сл. 18 декември 1051 до 1060), e втори граф на Мориен и Беле (1048 –1051), господар на Бюже, Аоста и Шабле (ок. 1042/1046 – 1051), наследник на Хумберт Белоръки.
Хумбертините, в основата на Савойската династия, макар и установени в Савойското графство, не носят титлата „Граф на Савоя“ чак до граф Амадей III през 1143 г.

## Псевдоним
Неговият прякор Опашката (Cauda) идва от времето на коронацията на суверена на Свещената Римска империя Хайнрих III Черни, в която Амадей I участва, последван от дълга процесия от знатни господа – въпросната „опашка“. Хронистите съобщават, че във Верона той се представя на съвета, последван от своите господа (mia cauda, което може да се преведе с „моята свита“). Пред служителя, който го моли „да пожелае да изтегли този голям отряд, който беше на опашката му“, той настоява и вдига силен шум. Императорът, предупреден, казва: „Пуснете го вътре и оставете свитата му навън“, на което граф Амадей възкликва: „Ако свитата ми не влезе с мен, аз няма да вляза тук и ще ви напусна“. Тогава императорът заповядва да им отворят вратите.

## Произход
Амадей I би трябвало да е роден около началото на XI век. Сайтът за генеалогия Foundation for Medieval Genealogy (FMG) дава периода ок. 995/1000 г. или дори след това. Френските историци Жорж Шапие (2005) и Жермен (2007) определят за година на раждане 1016 г., а за родно място – много вероятно замъка Шарбониер в Мориен, център на властта на Хумбертините. Суза в Пиемонт, посочена от Мишел Жермен, изглежда малко вероятна.
Амадей е първородният син и наследник на граф Хумберт Белоръки (* 970/980, † 1042 или 1047/1048), който е засвидетелстван като основател на династията на Хумбертините, и на съпругата му Аксиленда или Аксилия, чийто произход не е точно известен. Има трима братя и една сестра:
- Бурхард (* ок. 1000, † 1046), епископ на Аоста, архиепископ на Лион, приор на Абатство „Сен Морис д'Агон“
- Аймон († 1054), бенедиктински абат на Сен Морис д'Агон, епископ на Сион (1034 – 1054)
- Ото I (* ок. 1023, † 1060) – маркграф на Италия (ок. 1045), 3-ти граф на Мориен (1051 – 1060)
- Аделхайд/Аликс († ок. 1025), съпруга на за Гиг Стари, граф на Албон и на Грезиводан.

Амадей се споменава през април 1022 г. в дарителски акт на епископа на Лангър Ламбер, на баща си граф Хумберт и на брат си Бурхард, епископ на Аоста. Regeste genevois (1866) дава точно 8 април – дата и на сайта FMG, а Regeste Dauphinois (1912) – 9 април.

## Биография

### Управление
Историографската традиция смята, че граф Хумберт е умрял около 1048 г., т.е. след почти 43 години царуване. Изучаването на документите, включително последната харта на Хумберт от 10 юни 1042 г., несъмнено in articulo mortis според френския медиевист Лоран Рипар, позволява тази дата да бъде оспорена, за да се постави смъртта му и следователно наследяването му около 1042 или даже най-късно през 1046 г. Следователно при възкачването си на трона Амадей би бил на 30 години.
Той (или вероятно брат му Ото) е в основата, чрез дарение, на Приората на Бурже близо до едноименното езеро между 1042 и 1045 г. Хартата на основаването от 1025 г. е грешна. Медиевистът Лоран Рипар обаче дава по-вероятен период: между 1042 и 1045 г.
Амадей се установява в замъка Ермийон близо до Сен Жан дьо Мориен, който кара да укрепят.
Той е споменат заедно с баща си Хумберт и/или съпругата си Адалгида в различни документи:
- В документ № IX на „Граф Хумберт I (Белоръки) и крал Ардуин: изследвания и документи“ от 8 април 1022 г., Хумберт заедно със синовете си Амадей и Бурхард получава като дарение различни имоти в Графство Женева с изключение на тези, принадлежащи на кралица Ирмингарда от Мориен.[19]
- В документ № X на горепосоченото от 22 октомври 1030 г. Хумберт и съпругата му Ансилия подписват документ за дарение на сина им Амадей и снаха им Адалгида[20]; този документ е докладван и от Regesta comitum Sabaudiae, marchionum in Italia ab ultima stirpis origine ad an. MDCCLIII.[21]
- След 1030 г. Амадей прави второ дарение за Приората на Бюже заедно със съпругата си Адила[22]
- На несигурна дата (вероятно през 1036 г.[23]) Амадей прави дарение за Абатство Клюни заедно със съпругата си Адила[24]
- Преди 1037 г. Хумберт и синът му Амадей присъстват на основаването на приората на Бурбанш в Бюже, както се потвърждава от документ на с. 27 на раздел „Документи“ на книгата „Документи, печати и монети, принадлежащи към историята на монархията на Савоя“ на италианския историк и нумизматик Луиджи Чибрарио.[25]
- През 1040 г. Хумберт прави дарение на църковните лица на църквите „Сант Орсо“ и „Сан Джовани“ в Аоста с одобрението на синовете му Амадей, Бурхард, Аймон и Ото, и на племенника му Петър.[26]
- През 1046 г. Амадей I подписва документ № 212 на Cartulaire de l'Abbaye de Saint-André-Le-Bas-de-Vienne, от Аймон (най-вероятно брат му Аймон).[27]

При неговото управление започва изселването на селяните, твърде многобройни в тесните долини, към високото място в планините, дотогава покрити с огромни и гъсти гори. Първите високопланински плата са завладени от селяните от областта Фосини. Подобно на тях селяните от Мориен и Тарантез мигрират в голям брой от долините си към по-високи земи.
По време на царуването на Амадей I живее бенедиктинският монах Гийом дела Киуза, автор на най-старата хроника на Савоя на латински език. Произхождащ от долината Мориен, той казва, че е написал своите хроники от устни предания, защото всички документи на манастира му са били опожарени или опустошени от сарацините.

### Смърт и погребение
Според историографската традиция, установена от „Хроники на Дом Савоя“ от Жан Кабаре д'Орвил – историограф на граф Амадей VIII Савойски, граф Амадей I умира след 18 декември 1051 г. Медиевистът Лоран Рипар дава около 1060 г. Наследен е от най-малкия си брат Ото I Савойски. Другите му двама братя Бурхард и Аймон, и двамата църковни служители, са отстранени от наследяването.
За разлика от баща си, погребан в Приората на Лез Ешел, Амадей изглежда е погребан в Приората на Бурже дю Лак, чийто основател е. Синът му Хумберт изглежда също е погребан в този приорат.

## Брак и потомство
∞ ок. 1031 за Аделхайд (също Адила или Аделегида), чийто произход е неясен. Френският историк Мишел Жермен в своята синтезирана творба за савойските личности говори за Адила (Адалелгида) Бургундска. Адила се споменава в четири документа заедно със съпруга си:
- Документ № X на „Граф Хумберт I (Белоръки) и крал Ардуин: изследвания и документи“ (Il conte Umberto I (Biancamano) e il re Ardoino: ricerche e documenti) от 22 октомври 1030 г.[20] и № LXXIX на Regesta comitum Sabaudiae, marchionum in Italia ab ultima stirpis origine ad an. MDCCLIII[21]
- Документ № XI на „Граф Хумберт I (Белоръки) и крал Ардуин...“, след 1030 г. Амадей прави второ дарение за Приората на Бюже[22]
- Документ № XII на „Граф Хумберт I (Белоръки) и крал Ардуин...“ с несигурна дата (вероятно 1036 г.[23])[24]
- Документ № LXXXI на Regesta comitum Sabaudiae... след 1030 г., за сина му Хумберт, починал.[28]

Според френския историк Жорж дьо Мантейе (1899) и швейцарския архивист от Во Максим Реймон (1919), чието мнение е споделено от сънародника му Мишел Жермен, граф Амадей I има двама сина и една дъщеря. Генеалогичният сайт Foundation for Medieval Genealogy споменава само двама сина, като вторият е предполагаем.
- Хумберт Савойски († пр. 1051)[4]
- Тиберга Савойска, ∞ 1. ок. 1053 за Лудвиг I († 1060), господар на Фосини 2.за Херолд II († 1080), граф на Женева.
- Аймон Савойски († 1050/1060), епископ на Беле (ок. 1032 – 1043).[31][32][33]

При неговата смърт най-големият му син и наследник е вече умрял, затова неговият най-малък брат Ото I (* 1010/1020, † 19 януари 1057) става негов наследник като 3-ти граф на Савоя.

## Титли и притежания
Амадей изглежда е първият от Хумбертините, който е титулуван в акт (чиято датировка може да е около 1062 г., но от него има само частичен препис) на дарение на част от феод към църковните лица на Приората на Сен Жан дьо Мориен от comes Belicensium, което може да се преведе като „граф на жителите на Беле". Никое друго споменаване не използва тази титла. Според историците това може да е и неговият племенник Амадей II.

#### Първични източници
- (LA) Cartulaire de l'abbaye de Saint-André-Le-Bas-de-Vienne1
- (IT, LA) Il conte Umberto I (Biancamano) e il re Ardoino : ricerche e documenti
- (LA) Petit cartulaire de l'abbaye de Saint-Sulpice en Bugey
- (LA) Regesta comitum Sabaudiae
- (IT, LA) Documenti sigilli e monete appartenenti alla storia della monarchia di Savoia
- (IT, LA) Rodolfo il Glabro, „Cronache dell'anno mille“, Mondadori, 2005.

#### Историографска литература
- ((it)) Decio Cinti, I Savoia dalle origini della dinastia ai nostri giorni. Cenni biografici e storici con numerose illustrazioni, Casa Editrice Sonzogno, Milano 1929.
- ((it)) Francesco Cognasso, Amedeo I, conte di Savoia, в Enciclopedia Italiana (1929). Посетено на 4 юни 2023 г.
- ((it)) Gianni Oliva, I Savoia, Mondadori, 2019, ISBN 9788804700319
- ((de)) Marie José, Das Haus Sayoven, Pro Castellione, 1994; ((it)) Maria José di Savoia, Le origini di Casa Savoia, Oscar Storia Mondadori, Milano 2001.
- ((de)) Andreas Thiele: Erzählende genealogische Stammtafeln zur europäischen Geschichte. Band II, Teilband 2, Tafel 397. R.G. Fischer Verlag 1994.
- ((fr)) Réjane Brondy, Bernard Demotz, Jean-Pierre Leguay, Histoire de Savoie: La Savoie de l'an mil à la Réforme, xie au début du xvie siècle, Ouest France Université, 1984 (ISBN 2-85882-536-X).
- ((fr)) Bernard Demotz, Le comté de Savoie du xie au xve siècle: Pouvoir, château et État au Moyen Âge, Genève, Slatkine, 2000 (ISBN 2-05-101676-3).
- ((fr)) Michel Germain, Personnages illustres des Savoie: „de viris illustribus“, Lyon, Autre Vue, 2007 (ISBN 978-2-915688-15-3).
- ((fr)) Victor Flour de Saint-Genis, Histoire de Savoie, d'après les documents originaux,.... Tome 1
- ((fr)) Samuel, Guichenon, Histoire généalogique de la royale maison de Savoie, justifiée par titres
- ((en)) Previté-Orton, C. W. (Charles William), The early history of the house of Savoy (1000 – 1233)